# Worship Music
Worship Music är det tionde studioalbumet med det amerikanska thrash metal-bandet Anthrax, utgivet 12 september 2011. 
På det här albumet är bandets tidigare sångare Joey Belladonna tillbaks igen sedan han ersatts 1992 av John Bush efter "Persistence of Time" och gått med igen 2010. 
Albumet gavs ut av Megaforce Records i Nordamerika och Nuclear Blast i Europa. Det fjortonde spåret, som är en gömd låt, är en coverversion av svenska Refuseds låt New Noise från albumet The Shape of Punk to Come från 1998.
Spåren Fight 'Em 'Til You Can't och The Devil You Know släpptes som singlar innan albumets utgivning.

## Låtlista
1. "Worship" - 1:40
2. "Earth on Hell" - 3:10
3. "The Devil You Know" - 4:46
4. "Fight 'Em 'Til You Can't" - 5:48
5. "I'm Alive" - 5:36
6. "Hymn 1" - 0:38
7. "In the End" - 6:48
8. "The Giant" - 3:46
9. "Hymn " - 0:44
10. "Judas Priest" - 6:24
11. "Crawl" - 5:28
12. "The Constant" - 5:01
13. "Revolution Screams" - 6:10
14. "New Noise" - 4:46 (gömt spår; börjar vid 11:08)

## Banduppsättning
- Scott Ian – rytmgitarr, bakgrundssång
- Charlie Benante – trummor
- Joey Belladonna – sång
- Frank Bello – bas, bakgrundssång
- Rob Caggiano – gitarr